# نظام نیمه‌ریاستی
نظام نیمه‌ریاستی نوعی نظام حکومتی است که ویژگی‌های نظام ریاستی و نظام پارلمانی در آن تلفیق شده‌اند. در این مدل حکومتی مثل نظام‌های ریاستی ریاست کشور بر عهده رئیس‌جمهوری است که در انتخابات عمومی به قدرت رسیده و مظهر حاکمیت ملی محسوب می‌شود و از مسئولیت سیاسی در برابر پارلمان مبراست، اما بر خلاف نظام‌های ریاستی و به شیوه نظام‌های پارلمانی هیئت وزیران با دریافت رأی اعتماد از نمایندگان مجلس رسمیت پیدا می‌کند و در جریان فعالیت‌های خود در برابر پارلمان مسئولیت سیاسی دارند و پارلمان قادر است با رأی عدم اعتماد هیئت دولت را از قدرت ساقط کند.
در نظام‌های نیمه‌ریاستی مثل نظام‌های پارلمانی ریاست کشور از ریاست دولت تفکیک شده است. رئیس‌جمهور رئیس کشور محسوب شده و ریاست دولت بر عهده نخست‌وزیر است. اما برخلاف نظام‌های پارلمانی رئیس کشور صرفاً یک مقام تشریفاتی نیست و از اختیارات فراوانی برخوردار است.
موریس دوورژه دانشمند علم سیاست نخستین شخصی بود که اصطلاح نظام نیمه‌ریاستی (régime semi-présidentiel) را در سال ۱۹۷۸ در توصیف جمهوری پنجم فرانسه به کار برد. بر اساس تعریف دوورژه یک نظام نیمه‌ریاستی با داشتن این سه ویژگی مشخص می‌شود:
- یک رئیس‌جمهور که با رأی مردم انتخاب شده است.
- رئیس‌جمهور به موجب قانون اساسی از اختیارات قابل توجهی برخوردار است.
- نخست‌وزیر و کابینه‌ای که با رأی اعتماد اکثریت نمایندگان مجلس انتخاب و با رأی عدم اعتماد آن‌ها برکنار می‌شوند.

فرانسه مهم‌ترین مثال یک نظام نیمه‌ریاستی است که از سال ۱۹۵۸ با تصویب قانون اساسی جمهوری پنجم فرانسه به این شیوه اداره می‌شود. تا پیش از آن فرانسه با نوعی نظام پارلمانی اداره می‌شد که تفکیک قوا نیز در آن رعایت شده بود و در نتیجه این وضعیت دولت‌ها به راحتی توسط پارلمان سرنگون می‌شدند. ژنرال دوگل برای حل این معضل بر افزایش اختیارت رئیس‌جمهور و انتخاب رئیس‌جمهور با رأی مردم تأکید کرده و در نهایت توانست اصلاحات مورد نظر خود را در قانون اساسی اعمال کند.
در سال‌های اخیر کشورهای متعدد دیگری نیز این الگو را برای نظام‌های حکومتی خود به کار گرفتند. پس از فروپاشی بلوک کمونیستی شکل‌هایی از نظام نیمه‌ریاستی در قانون اساسی جدید برخی از کشورهای کمونیستی سابق اتخاذ شد و برخی کشورهای آفریقایی به این سیستم حکومتی روی آوردند.
نظام حکومتی فعلی ایران جمهوری اسلامی ایران مدلی منحصربه‌فرد محسوب می‌شود که به نظام نیمه‌ریاستی شباهت دارد. اولین قانون اساسی ایران پس از انقلاب ۱۳۵۷ دقیقاً از الگوی فرانسوی پیروی کرده و یک نظام تفکیک قوای سه قوه‌ای را با حضور نخست‌وزیر و هماهنگ‌کنندگی رئیس‌جمهور ایجاد کرد. رهبر به جای رئیس‌جمهور بالاترین مقام سیاسی کشور محسوب می‌شد. معایب این نظام باعث شد تا ایران در بازنگری قانون اساسی ۱۳۶۸ با حذف مقام نخست‌وزیری تغییراتی را در سیستم حکومتی خود اعمال کند.

## جمهوری‌های نیمه‌ریاستی
فهرست کشورهایی که از نظام حکومتی نیمه‌ریاستی برخوردار هستند:
- آبخاز
- الجزایر
- جمهوری آذربایجان[۴]
- بورکینافاسو
- کیپ ورد (Cabo Verde)[۵]
- جمهوری دموکراتیک کنگو (Congo-Kinshasa)
- تیمور شرقی (Timor-Leste)[۵]
- مصر
- فرانسه
- گرجستان
- گینه بیسائو[۵]
- هائیتی
- قزاقستان[۶]
- لیتوانی
- ماداگاسکار
- مالی
- موریتانی
- مغولستان
- موزامبیک[۵]
- جمهوری آرتساخ
- نامیبیا[۷]
- نیجر
- قبرس شمالی
- فلسطین
- پرتغال
- رومانی
- روسیه
- سائوتومه و پرنسیپ[۵]
- سنگال
- سری‌لانکا
- اوستیای جنوبی
- سوریه
- تایوان
- ترانس‌نیستریا
- اوکراین
- یمن[۸][۹]